# 丹努什榴弹炮
丹努什榴弹炮是为印度陆军研制的155毫米现代化火炮。2016年6月开始生产，证实订单414门。

## 研发
1980年代采购的博福斯的Haubits FH77设计。以替换老旧的IFG 105毫米野炮、LFG 105毫米轻型野炮与苏制D-30 122毫米榴炮。 
印度最初的火跑本土研发始于1970年代Gurdyal Singh准将在贾巴尔普尔炮厂领导火炮开发组（Artillery Gun Development Team）引入了英国105毫米榴弹炮。1980年代爆发的博福斯榴弹炮受贿丑闻案，导致印度陆军无法再进口火炮或技术。这迫使155毫米榴弹炮的逆向工程自研计划，但各方面性能预计会有20-25%的提升。
2016年7月移交印度陆军试用。
计划在2017年7月完成试用。2017年入役18门。2018年入役36门。2019年入役60门，最终完成114门总订单。

## 用户
- 印度 印度陆军 - 订购114门.[2]